# Танги, Лилиана
Лилиана Танги (фр. Liliana Tanguy; род, 1967) — французский политик, депутат Национального собрания Франции.

## Биография
Родилась 12 марта 1969 года в Панчево (Югославия) в семье македонца и хорватки, эмигрировавших во Францию. В 1990 году получила диплом Science Po в Париже в области политики и управления, также имеет степень магистра экономики университета Париж 1 и диплом DESS по международным отношениям университета Париж-Дофин. На протяжении 19 лет занимала высшие управленческие должности в компании France Télécom, ставшей затем частью группы Orange.
В 2014 году Лилиана Танги по списку левых была избрана в муниципальный совет коммуны Комбри, в которой проживает. 
В апреле 2016 года она примкнула к движению «Вперёд!» Эмманюэля Макрона. На выборах в Национальное собрание в 2017 году стала кандидатом президентского большинства по 7-му избирательному округу департамента Финистер и была избрана депутатом Национального собрания, получив 62,95 % голосов во 2-м туре. 
В Национальном собрании Лилиана Танги является членом Комиссии  по международным делам, участвует в решении вопросов, связанных с Брекзитом и будущим взаимоотношений Европейского Союза, Франции и Великобритании.
На выборах в Национальное собрание в 2022 году вновь баллотировалась в седьмом округе департамента Финистер от президентского большинства и сохранила мандат депутата, получив во втором туре 52,3 % голосов. 

## Занимаемые должности
03.2014 — 28.06.2020 —  член совета коммуны Комбри 

с 21.06.2017 — депутат Национального собрания Франции от 7-го избирательного округа департамента Финистер